# À propos de Nice
Pour plus de détails, voir Fiche technique et Distribution.
À propos de Nice est un film muet français réalisé par Jean Vigo et Boris Kaufman, sorti en 1930.

## Fiche technique
- Réalisation : Jean Vigo et Boris Kaufman
- Photographie : Boris Kaufman
- Montage : Jean Vigo et Boris Kaufman
- Société de production : Pathé-Natan
- Pays de production :  France
- Format : noir et blanc - 1,33:1 - 35 mm - muet
- Durée : 25 minutes (France) ; 45 minutes (Canada)[Quoi ?] ; 22 minutes (Espagne, édition DVD) ; 25 minutes (Argentine)
- Date de sortie : 
  - France : 28 mai 1930 au Théâtre du Vieux-Colombier

## Contenu
Exemples de séquences filmées dans À propos de Nice :
- la promenade des Anglais, les palmiers et les chaises louées (disparues)
- la Jetée-Promenade (disparue en 1944)
- le Palais de la Méditerranée
- le Négresco
- le cimetière du Château
- des cheminées d'usines
- Nice vue du ciel
- le vieux Nice : les lavandières, les vendeurs de socca
- des scènes du carnaval, la « bataille des fleurs »
- des visages en gros plans
- des filles et des garçons qui dansent
- un cireur de chaussures qui tout à coup cire des pieds nus
- une jeune femme assise dont les tenues changent jusqu'à apparaître nue
- un prêtre et un enterrement (en accéléré) vue des toits
- des enfants jouant à la Mourre
- Jean Vigo lui-même dans un caméo lors d'une des scènes de danse du carnaval

## À noter
- Tourné dans la ville de Nice au début de l'année 1930[1], le film, qui est le premier travail cinématographique de Jean Vigo, a été réalisé dans le cadre des Cités symphonies, une série sur les villes dans les années 1920. Cette série veut montrer la modernisation de la ville grâce à un travail formel et mécanique. Le tournage s'effectue sur une journée.
- C'est un documentaire d'auteur éminemment personnel qui démontre une démarche réaliste avec un point de vue subjectif déterminé en faisant le portrait critique de la ville et qui, avec virulence, dénonce entre autres les inégalités sociales, sans se départir d'une certaine forme de voyeurisme. Jean Vigo déclarait, après avoir montré un premier montage à Jean Painlevé : « Au travail, j'ai oublié que le film devait être un spectacle, d'où certaines longueurs, insistances, que vous avez remarquées »[2].
- Ce film est ce que Jean Vigo appelle « un point de vue documenté », c'est-à-dire que la caméra doit être considérée comme un document aussi bien à la prise de vue qu'au montage, auquel est attaché un point de vue étayé pour une fin déterminée qui exige qu'on prenne position[3].
- La Cinémathèque royale de Belgique conserve la copie d'un montage préliminaire du film (copie de travail) très probablement unique, envoyée et présentée par Vigo au Deuxième Congrès international du cinéma indépendant qui eut lieu au Palais des beaux-arts de Bruxelles. C'est à cette occasion qu'il rencontra Henri Storck qui devint son assistant et comédien dans Zéro de conduite.

## Postérité
- En 1984, le réalisateur portugais Manoel de Oliveira, contemporain de Jean Vigo, commet Nice - À propos de Jean Vigo dans le cadre de la série télévisuelle « Un regard étranger sur la France ».
- En 1995, huit réalisateurs s'associent dans un film à sketches intitulé À propos de Nice, la suite.
- En 2001, Marc Perrone compose une musique entièrement à l'accordéon pour accompagner ce film. De même, en 2009, Henri-Claude Fantapié a composé une musique à plusieurs instruments pour ce film.